# Higuera de la Serena
Higuera de la Serena ist eine Gemeinde (municipio) mit nur noch 887 Einwohnern (Stand: 2024) im Südosten der spanischen Provinz Badajoz in der Autonomen Gemeinschaft Extremadura.

## Lage
Higuera de la Serena liegt ca. 60 Kilometer südöstlich von Mérida in einer Höhe von ca. 475 m. Das Klima im Winter ist gemäßigt, im Sommer dagegen warm bis heiß; die eher geringen Niederschlagsmengen (ca. 464 mm/Jahr) fallen – mit Ausnahme der nahezu regenlosen Sommermonate – verteilt übers ganze Jahr.

## Bevölkerungsentwicklung
| Jahr      | 1970 | 1981 | 1991 | 2001 | 2011 | 2021 |
| Einwohner | 2226 | 1551 | 1332 | 1198 | 1021 | 940  |

Der deutliche Bevölkerungsrückgang seit den 1950er Jahren ist im Wesentlichen auf die Mechanisierung der Landwirtschaft, die Aufgabe bäuerlicher Kleinbetriebe und den damit einhergehenden Verlust an Arbeitsplätzen zurückzuführen (Landflucht).

## Wirtschaft
Während das Umland über Jahrhunderte in hohem Maße landwirtschaftlich geprägt war und immer noch ist, ließen sich im Ort selbst auch Kleinhändler, Handwerker und Dienstleister aller Art nieder.

## Sehenswürdigkeiten
- Kirche der Unbefleckten Empfängnis (Iglesia de la Purísima Concepción)
- Rathaus

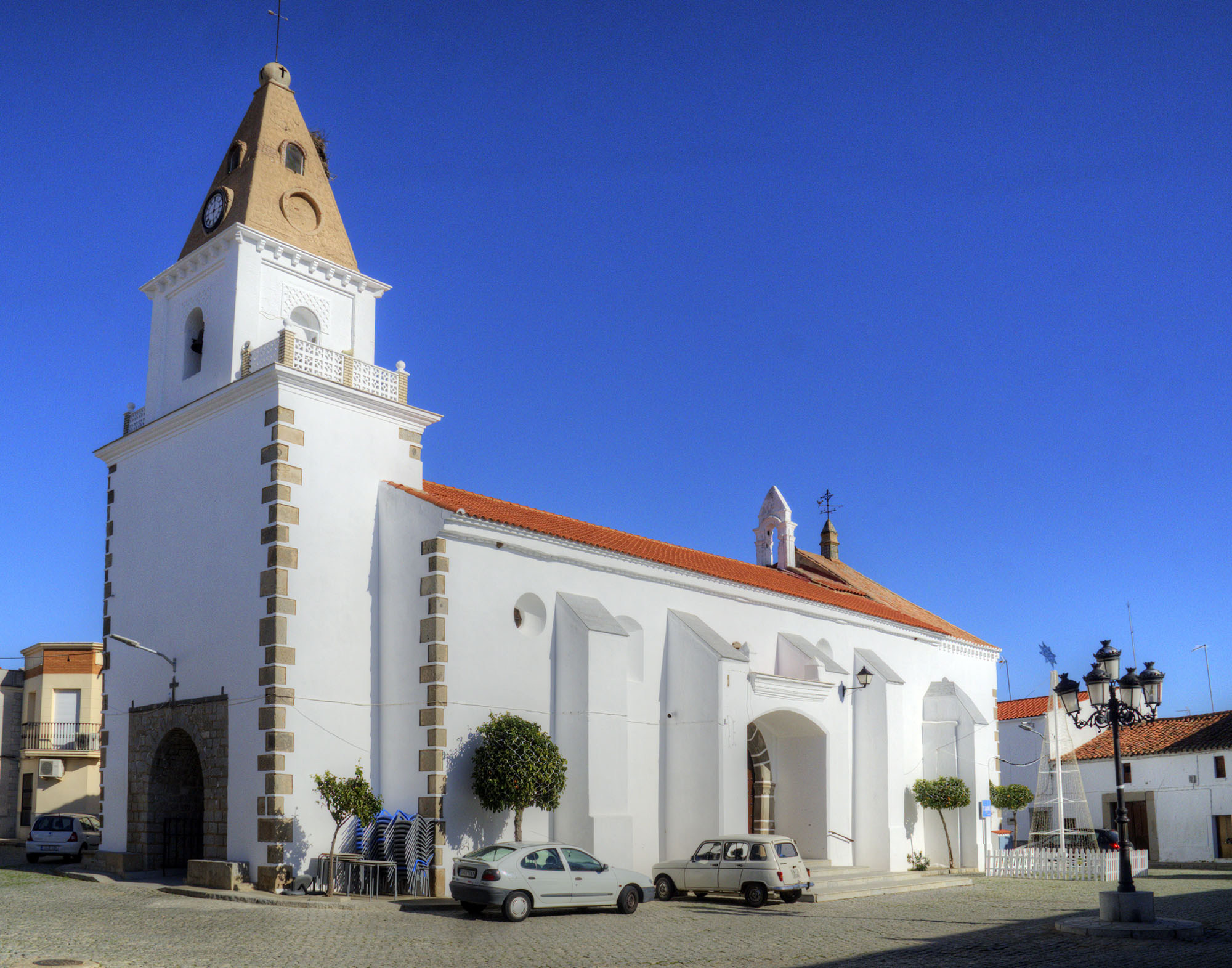
Marienkirche
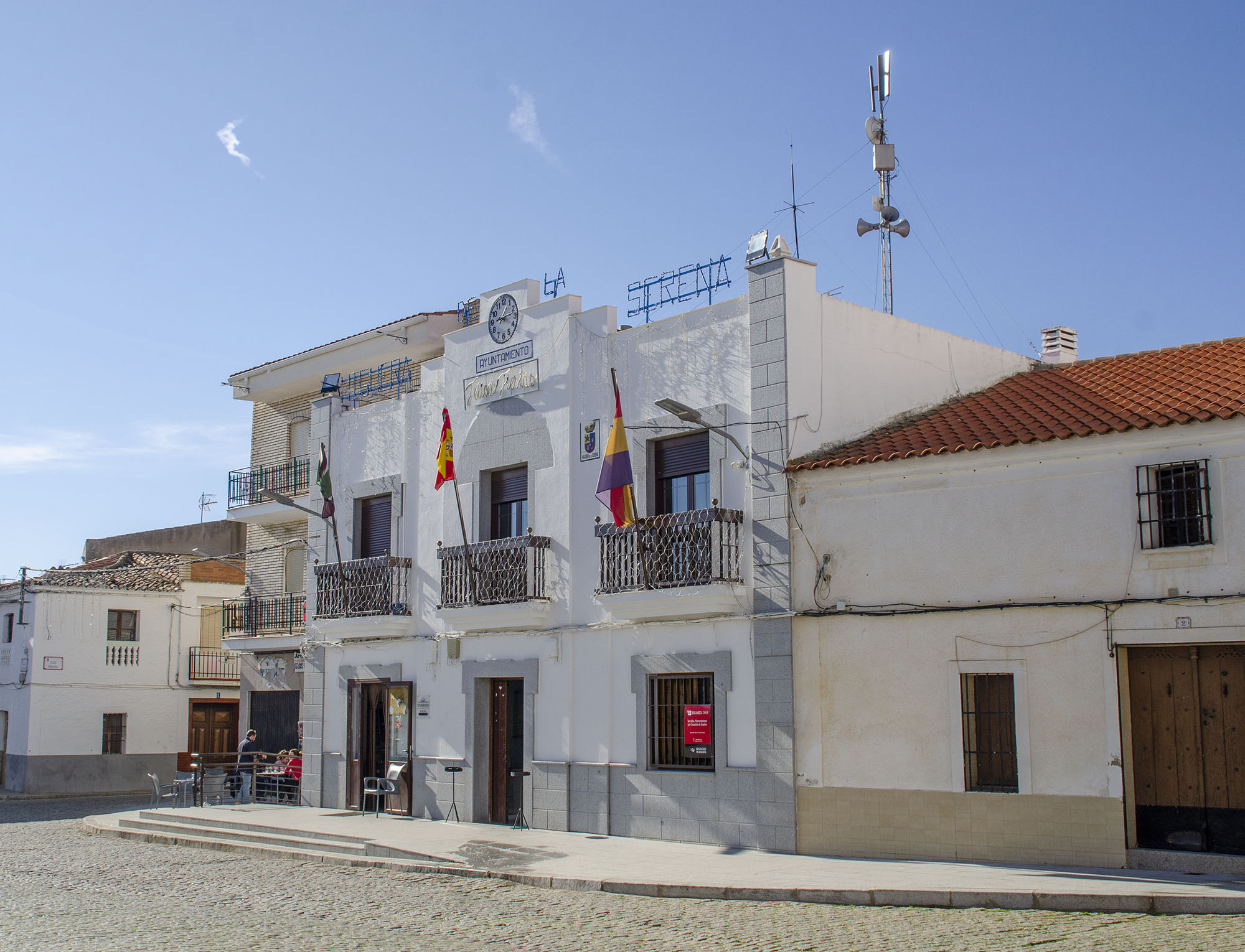
Rathaus

## Gemeindepartnerschaften
Mit den spanischen Gemeinden Arrasate (Kastilisch:  Mondrágon) in der Provinz Guipuzkoa und Galapagar in der Autonomen Gemeinschaft Madrid bestehen Partnerschaften.